# 村上朝日堂はいかにして鍛えられたか
『村上朝日堂はいかにして鍛えられたか』（むらかみあさひどうはいかにしてきたえられたか）は、村上春樹文、安西水丸絵のエッセイ集。

## 概要
1997年5月15日、朝日新聞社より刊行された。本書は、『週刊朝日』（1995年11月10日号 - 1996年12月27日号）に連載されたコラム「週刊村上朝日堂」をまとめたものである。絵は安西水丸。1999年8月1日、新潮社より新潮文庫として文庫化された。巻末に村上と安西の対談がある。

## 内容
- 「日本マンション・ラブホテルの名前大賞が決まりました」の章は、村上と安西と当時月刊誌『Paso』の編集長だった五十嵐文生（文中は「丁稚のイガラシ」）の鼎談形式で書かれてある。
- 「全裸家事主婦クラブ通信2」の章では、全裸で家事をする読者からの手紙を5通ほど紹介している。
- 村上と安西の二人はロザンナ・アークエットのファンだという[3]。村上はアークエットが出演した映画『イントルーダー 怒りの翼』を3回も見た。
- 「オブラディ、オブラダ」の一節を「人生はブラジャーの上を流れる」と訳したものを昔どこかで見かけたという。
- 外国に住んでいたころ、久しぶりに一時帰国したときにある出版社から「今度当社で昭和文学の全集を出すのだが、そこにあなたの『1973年のピンボール』を入れたい」と電話があった。電話があったときにはすでに「谷崎潤一郎から村上春樹まで」という見出しのパンフレットが刷られていたという。その顛末が語られている。
- あとがきで村上は「この本は、去年の夏にとうとう死んでしまった我が長者猫ミューズの魂に、個人的に捧げられます」と述べている[4]。